# Demografía de Bermudas

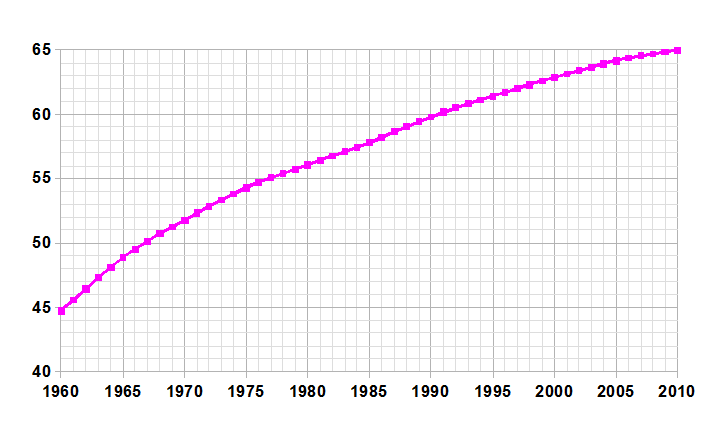
Demographics of Bermuda, Data of FAO, year 2005; Number of inhabitants in thousands.

En Bermudas el 54,8% de la población es de raza negra, 34,1% blanca y 6.4% multirracial. Las islas tienen una pequeña, pero creciente, comunidad de asiáticos. Una porción significativa de la población es también descendiente de portugueses (10%) como resultado de la inmigración de habitantes de las islas que pertenecen o pertenecían a Portugal, en especial de las Islas Azores, durante los últimos 160 años. Los hispanos se aproximan al 2.5% de la población.

## Estadísticas
Población:
65.365 (julio de 2005, est.)
Estructuras de edades:

0-14 años:
18,9% (hombres 6.177; mujeres 6.154)

15-64 años:
69,2% (hombres 22.422; mujeres 22.828)

65 años y más:
11,9% (hombres 3.378; mujeres 4.406) (2005 est.)
Tasa de crecimiento de la población:
0,64% (2005 est.)
Tasa de natalidad:
11,66 nacimientos/1.000 habitantes (2005 est.)
Tasa de mortalidad:
7,63 deaths/1.000 habitantes (2005 est.)
Tasa de inmigración:
2,45 inmigrantes/1.000 habitantes (2005 est.)
Tasa de masculinidad:

al nacer:
1,02 hombres/mujer

menos de 15 años:
1 hombre/mujer

15-64 años:
0,98 hombres/mujer

65 años y más:
0,77 hombres/mujer

total de la población:
0,96 hombres/mujer (2005 est.)
Tasa de mortalidad infantil:
8,53 muertes/1.000 nacidos vivos (2005 est.)
Esperanza de vida al nacer:

total de la población:
77,79 años

hombres:
75,7 años

mujeres:
79,91 años (2005 est.)
Tasa de fertilidad:
1,89 nacimientos/mujer (2005 est.)
Grupos étnicos:
negros 54,8%, blancos 34,1%, mestizos 6,4%, otras razas 4,3%, sin especificar 0,4% (censo de 2000) 
Religiones:
Anglicanos 23%, católicos 15%, Metodismo Africano Episcopal 11%, otros protestantes 18%, otros 12%, sin afiliarse 6%, sin especificar 1%, ateos 14% (censo de 2000)
Idiomas:
inglés (oficial), portugués